# 鍾秉秀
鍾秉秀（1470年—？），字毓之，廣東廣州府番禺縣人，民籍，明朝政治人物。

## 生平
弘治二年（1489年）己酉科廣東鄉試第二十九名舉人。弘治十二年（1499年）中式己未科會試第九十五名，二甲第八名進士。

## 家族
曾祖鍾绍本。祖鍾良。父鍾明。母王氏。具庆下。